# Bilico
Bilico è un singolo della cantautrice italiana Clara, pubblicato il 16 aprile 2021 dall'etichetta Sony Music.

## Descrizione
Il brano, scritto dalla stessa cantautrice con Andrea Barbara, in arte Seife, è prodotto da quest'ultimo con Luca Montefiori.

## Video musicale
Il video musicale, diretto da Simone Santus, è stato pubblicato in concomitanza all'uscita del brano attraverso il canale YouTube della cantautrice.

## Tracce
Testi di Clara Soccini e Andrea Barbara, musiche di Clara Soccini, Andrea Barbara, Luca Montefiori e Walter Coppola.
1. Bilico – 2:48